# Borongan
Borongan ist eine philippinische Stadt in der Provinz Eastern Samar. Borongan ist die Hauptstadt der Provinz Eastern Samar.

## Baranggays
Borongan ist politisch in 61 Baranggays unterteilt.
| - Alang-alang - Amantacop - Ando - Balacdas - Balud - Banuyo - Baras - Bato - Baybay - Benowangan - Bugas - Cabalagnan - Cabong - Cagbonga - Calico-an - Calingatngan - Campesao - Can-abong - Can-aga - Camada - Canjaway | - Canlaray - Canyopay - Divinubo - Hebacong - Hindang - Lalawigan - Libuton - Locso-on - Maybacong - Maypangdan - Pepelitan - Pinanag-an - Purok D1 (Pob.) - Purok A (Pob.) - Purok B (Pob.) - Purok C (Pob.) - Purok D2 (Pob.) - Purok E (Pob.) - Purok F (Pob.) - Purok G (Pob.) | - Purok H (Pob.) - Punta Maria - Sabang North - Sabang South - San Andres - San Gabriel - San Gregorio - San Jose - San Mateo - San Pablo - San Saturnino(tacyang) - Santa Fe - Siha - Songco - Sohutan - Suribao - Surok - Taboc - Tabunan - Tamoso |

## Geschichte

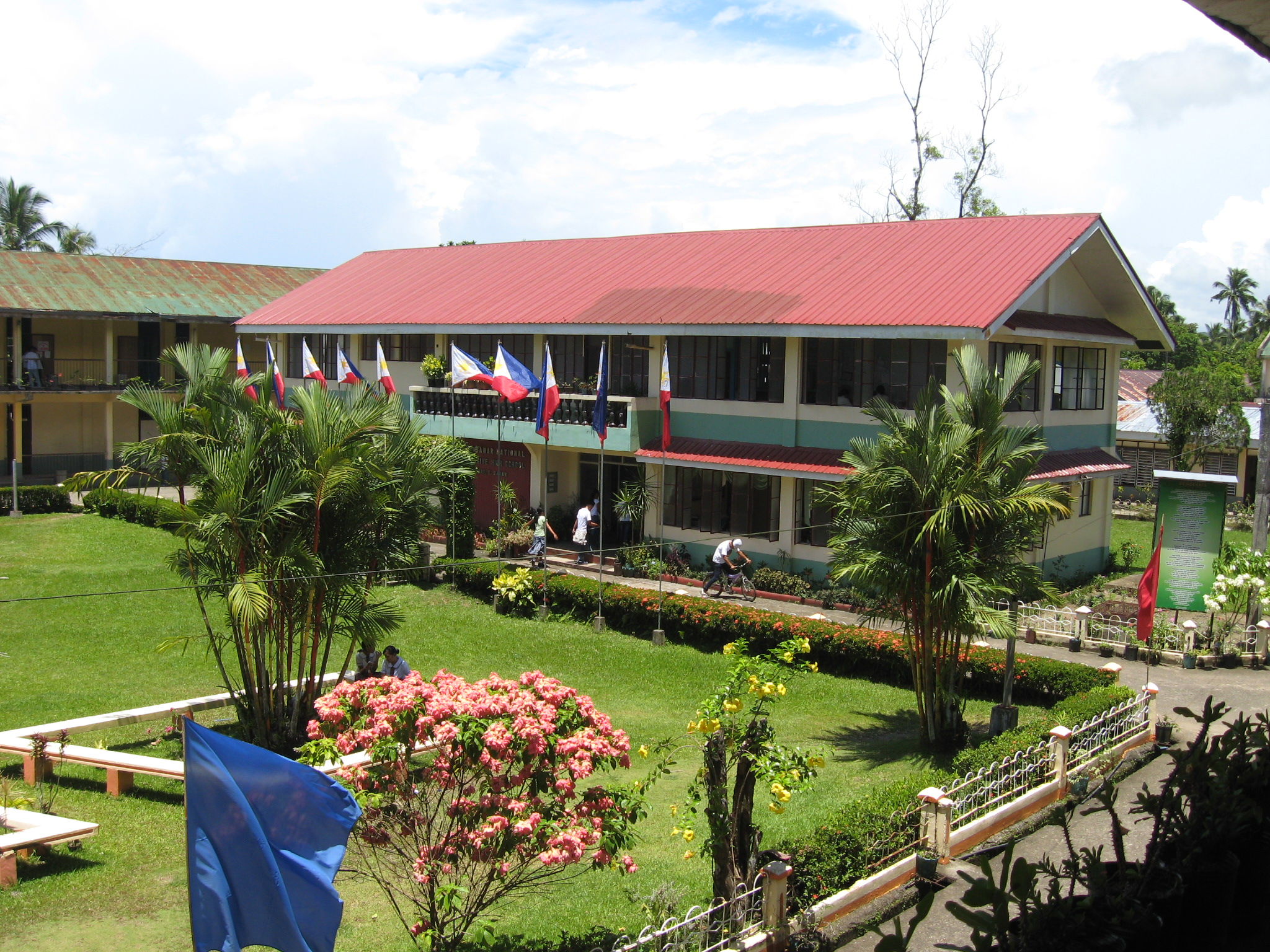
Verwaltungsgebäude der Eastern Samar National Comprehensive High School

Der Name Borongan leitet sich vom Waray-Waray Wort borong für Nebel ab. 
Die Menschen entlang der Ostküste Samars wurden in vorspanischer Zeit Ibabao genannt. 
75 Jahre nachdem Ferdinand Magellan in Homonhom in Eastern Samar gelandet waren, begannen spanische Jesuiten mit der Evangelisierung der gesamten Insel Samar. Die ersten Missionsstationen wurden in Tinago gegründet. Die Missionstätigkeit erreichte nach und nach Palapag ein Ort an der Ostküste Samars. 
Borongan wurde offiziell am 8. September 1619 als pueblo gegründet.
Am 15. März 2007 erhielt Borongan den Status einer "City" (Component City). Die "LEAGUE OF CITIES OF THE PHILIPPINES" klagte gegen diese Entscheidung. Am 18. November 2008 entschied der Supreme Court, dass die Entscheidung nicht rechtmäßig war und Borongan hatte wieder den Status einer Municipality. Am 22. Dezember 2009 revidierte der Supreme Court die Entscheidung wieder, wodurch Borongan wieder den Status einer "City" erhielt. Am 24. August 2010 setzte der Supreme Court die Entscheidung vom 18. November 2008 außer Kraft, wodurch Borongan wieder den Status "City" verlor. 
Bei der Bürgermeisterwahl am 10. Mai 2010 schafften es das Duo Fe Abunda und Fidel Anacta (bisher Bürgermeister) durch massiven Stimmenkauf die Wahlen zur Bürgermeisterin bzw. stellvertretenden Bürgermeister zu gewinnen.